# ゲラ・ドゥエ
ゲラ・マオ・ルイ・ドゥエ（Guéla Maho Lewis Doué、2002年10月17日 - ）は、フランス・アンジェ出身のサッカー選手。RCストラスブール所属。ポジションはDF。

## クラブ経歴
コートジボワール人の両親の下、フランスのアンジェに生まれ、8歳の時にスタッド・レンヌの下部組織に加入した。2021年11月18日にクラブとプロ契約を結んだことが発表されると、2022年2月1日のRCストラスブール戦にて、弟デジレ・ドゥエとの途中交代でプロデビューを飾った。
2023年1月１7日、クラブとの契約を2025年まで延長したことが公表された。

## 人物
2歳下の弟デジレ・ドゥエも同じくサッカー選手であり、スタッド・レンヌの下部組織出身である。